# Mayumi Azuma
Mayumi Azuma (東 まゆみ, Azuma Mayumi) est une mangaka née le 24 avril 1975. On lui doit notamment Erementar gerad. Elle est aussi le character designer du jeu Star Ocean: The Second Story.